# 華東

華東地域

華東（かとう）とは、中国東部の呼称。上海を中心に江蘇省、浙江省地帯を総称した長江デルタ地帯のことである。
中国政府による行政区域大区分では華東地区（中: 華東地區）があり、「華東六省一市」の言葉通り、山東省、江蘇省、安徽省、浙江省、江西省、福建省、上海市が含まれる 。